# タイムトラベラー (お笑い)
タイムトラベラーとはかつてプロデューサーハウスあ・うんに所属していたお笑いコンビである、2002年解散。

## メンバー
- 森田仁（もりた ひとし 1970年9月5日 -　）、ツッコミ担当、東京都中央区月島出身。
- 蓮沼 誠司（はすぬま せいじ 1974年7月25日 -　）、ボケ担当、埼玉県出身。

## 活動歴
平成8年 お笑いコンビ「タイムトラベラー結成」

森田が料理を得意としていたため、平成11年日本テレビ「雷波少年」にて究極の麺を完成する旅“麺ロードの旅”にチャレンジ。世界14カ国で各国の麺料理を学び丸1年後日本に帰国。オリジナル麺料理、究極の一杯「遥かなる麺ロード」を完成、発表。日本全国で高評価を頂きゴール。
平成14年コンビ解散

解散後、森田仁はタレントとして千葉県松戸市、流山市、野田市をエリアとするJCNコアラ葛飾を中心として、タレント、リポーターとして活躍。
平成19年 森田商店会会長として、新たなる活動を開始

現在、森田仁は、千葉県松戸市をエリアとするJCNコアラのリポーターやイベントの司会業などで現在活躍している。森田大百科・森田商店会という冠番組を持っていた。「森田仁のチョッと小腹空きません?」というブログを書いている。
2007年　まつど観光大使就任
2008年　あさひかわラーメン村交流大使就任